# Angelo Amorevoli
Angelo Maria Amorevoli (ur. 16 września 1716 w Wenecji, zm. 15 listopada 1798 w Dreźnie) – włoski śpiewak operowy, tenor.

## Życiorys
Debiutował w 1730 roku, kiedy to wystąpił w Wenecji w operze Dalisa Johanna Adolfa Hassego oraz w Rzymie w Mitridate i Siface Nicoli Porpory. W kolejnych latach przebywał w Mediolanie (1731–1735), Neapolu (1736–1740) i Florencji (1741). W latach 1741–1743 śpiewał w King’s Theatre w Londynie. Od 1744 do 1745 roku ponownie przebywał w Mediolanie. W 1745 roku otrzymał stały angaż do opery dworskiej Augusta III w Dreźnie, gdzie występował jako pierwszy tenor w operach Johanna Adolfa Hassego. Gościnnie śpiewał w Wiedniu (1748) i Mediolanie (1748–1749 i 1760–1761). W czasach wojny siedmioletniej przebywał w Warszawie. Po 1763 roku pozostał w Dreźnie, występując już jednak tylko w repertuarze kameralnym i kościelnym.